# لاكي دي تشيكيرا
لاكي دي تشيكيرا هو روائي ورئيس تنفيذي لشركة من سريلانكا، أدرجت روايته ساراسو.. وسط احياء فقيرة من الخوف والرعب في القائمة المختصرة لجائزة جراتيان Gratiaen Prize عام 2011 - والتي تعقد عادة كمناسبة مفتوحة للجمهور-، وكما أنها رشحت كأفضل رواية باللغة الإنجلزية في جوائز الدولة الأدبية لعام 2011.

## حياته
تلقى لاكي دي تشيكيرا تعليمه في الكلية الملكية كولومبو، وعيّن بمنصب رئيس المحافظ الملكي للكلية عام 1965 إضافة لفوزه بجائزة دورنهورست التذكارية المرموقة للجدارته المتميزة في نفس العام. عمل في مهنة ناجحة لشركة تابعة للقطاع الخاص في البلاد، امتدت حياته المهنية 43 عام حتى تقاعده كمدير تنفيذي لشركة لانكا والتيل (Lanka Walltile PLC). إضافة إلى ذلك كان لاكي رياضيًا بارزًا يمثل كليته في دوري كرة القدم (الرجبي)، ثم ذهب لتمثيل جانب مدرسة كولومبو في عامي 1963 و1964 وجانب مدارس سريلانكا في كلا العامين، واصل مسيرته الكروية في البطولة الرائدة للرجبي في البلاد من خلال اللعب بانتظام لصالح نادي كولومبو للهوكي وكرة القدم (الرجبي) CH&FC RUGBY CLUB أحد الفرق الرائدة في كولومبو في الفترة من 1968 إلى 1971. لعب لنادي كولوبو في عام 1968 وكان ضمن ثلاثي سريلانكا في عام 1968 و1969. تزوج في 1969 وهو أبٌ لثلاثة أبناء.ذهبوا جميعهم للعب الرجبي كممثلين على مستوى المدرسة والبلاد في فريق الشباب.
لعب لاكي أيضا كرة السلة ولعبة الكريكيت في الكلية وبدأ السباحة في بداية فترة شبابه.ازدهرت مهاراته الكتابية بعد تقاعده عندما وجد الوقت لتوثيق مخطوطاته وكتاباته العديدة والتعبير عن تجارب سفره الكثيرة.

## كتبه
الكتب التي قام بتأليفها:
- نمرة كيلينوتشي. “Tigress of Kilinochchi”
- غضب بوسيدون. “ Poseidon's Wrath”
- ساراسو.. وسط احياء فقيرة من الخوف والرعب.” Sarasu…amidst slums of terror”.
- الورود الحمراء للفيلة الوردية"Pink Elephants 'N Red Roses”- كتاب قصص قصيرة كتب ببراعة بأسلوبه الخاص والفريد من نوعه.